# Consorzio della bonifica renana
Il Consorzio della Bonifica Renana è un ente di diritto pubblico che, in virtù di norme regionali e nazionali, opera in un comprensorio che è definito dal bacino idrografico del fiume Reno.
Tale compresorio ha un'estensione territoriale di circa 342.000 ha, di cui il 41% in pianura e il 59% in collina/montagna. L’area interessa 63 comuni nell’ambito delle città metropolitane di Bologna e Firenze e in 5 province (Pistoia, Modena, Prato, Ferrara e Ravenna).
L’attività del Consorzio è disciplinata dalla legge regionale n. 42 del 1984, aggiornata nel 2012, la quale stabilisce che tutti i proprietari di immobili (terreni e fabbricati) situati nel comprensorio consortile contribuiscano alle spese di esercizio e manutenzione del sistema di bonifica.
Il contributo di bonifica viene calcolato mediante il Piano di classifica. 
Il Consorzio opera in regime di autogoverno esercitato dalla rappresentanza dei consorziati, attraverso un Consiglio di Amministrazione, che resta in carica cinque anni, composto da 20 consiglieri eletti dai proprietari contribuenti e 3 delegati dei Comuni. A sua volta il consiglio elegge un Comitato Amministrativo composto da 5 membri fra i quali un presidente e due vicepresidenti.
L’attività amministrativa e contabile è sottoposta alla vigilanza di un Collegio dei revisori, mentre la Regione vigila sulla congruità delle delibere assunte rispetto alla legge regionale.

## Storia
La pianura a nord delle città sulla via Emilia è il frutto di un lavoro secolare di bonifica e controllo dello scolo delle acque.
Risalgono alla preistoria i primi insediamenti umani che, tuttavia, dovevano adattarsi ai continui spostamenti dei corsi d'acqua e ai mutamenti dell'ambiente, dovuti al formarsi di nuove paludi ad ogni alluvione. Dopo la conquista della pianura, a partire dal III secolo a.C., i Romani fondarono la città di Bononia e trasformarono parte del territorio circostante in terra da coltivare mediante la centuriazione. Iniziò così la bonifica, dal latino bonum facere, cioè rendere abitabile e coltivabile un territorio. 
La caduta dell'Impero Romano e le invasioni barbariche, provocarono l'abbandono della pianura, che si trasformò nuovamente in una landa acquitrinosa e malsana, in balia di allagamenti e alluvioni.
Nel Medioevo, furono i monaci benedettini a promuovere per primi il recupero dei suoli e gli insediamenti umani, grazie soprattutto ai centri propulsori delle abbazie di Nonantola, San Benedetto Po e Pomposa. l lavori erano affidati ai contadini, con cui i monaci stipulavano contratti di lungo periodo, basati sul patto di curare i canali e le opere di bonifica.
A proseguire l’opera di bonifica delle paludi e di recupero di suoli coltivabili furono poi le autorità civiche comunali (Bologna), le signorie e le istituzioni locali (gli Este a Ferrara, lo Stato Pontificio e le grandi famiglie senatorie nel bolognese)  Attraverso l'impegno di ingenti capitali – e mediante il sistema della colmata -  fu bonificata gran parte della pianura e tutti i nuovi proprietari si impegnarono alla manutenzione della rete e delle opere idrauliche.
L'antenato vero e proprio dell'attuale Bonifica Renana è l'Assunteria bolognese dei Confini e delle Acque (1518-1797), che riuniva a sua volta le Congregazioni di Scolo.Il problema principale per le istituzioni cittadine fu sempre il recapito finale dei tumultuosi fiumi e torrenti appenninici, soprattutto del Reno: durò a lungo la controversia tra Ferrara e Bologna sull'immissione del Reno nel Po. Furono secoli di diatribe politiche e militari, accompagnate da grandi rotte arginali, ma su questi confronti si fondò la disciplina idraulica.
Nel ’700 venne realizzato il Cavo Benedettino per incanalare le acque del Reno nel ramo abbandonato del Po di Primaro e, grazie all'attuazione del progetto Lecchi-Boncompagni, la pianura bolognese si avviò verso l'assetto idraulico di oggi.
Napoleone istituì la Magistratura delle Acque con i Circondari idraulici: cinque di questi confluirono nella Bonifica Renana, nata nel 1909 per realizzare la sistemazione definitiva di tutto il territorio racchiuso tra i fiumi Reno e Sillaro.
Nel secolo scorso, grazie al progetto idraulico dell'ing. Pietro Pasini e all'impiego dell'energia meccanica negli impianti idrovori di sollevamento, si raggiunse finalmente l'obiettivo e nel nodo idraulico di Saiarino si realizzò la principale confluenza delle acque bolognesi.
Si tratta di un'opera di trasformazione territoriale colossale, attuata tra il 1917 e il 1925 soprattutto attraverso il lavoro di cinque mila persone (braccianti locali e prigionieri di guerra dell'esercito austriaco). Furono scavati 860 km di canali e le casse di espansione di Campotto, Bassarone e Vallesanta, furono costruiti gli imponenti impianti idrovori di Saiarino e Vallesanta, tuttora perfettamente funzionanti, e le migliaia di manufatti idraulici connessi che tuttora presidiano la sicurezza idraulica della pianura bolognese.
Dopo l’approvazione del Regio Decreto 215 del 1933 sulla Bonifica integrale, che amplia i compiti istituzionali dei Consorzi di bonifica, la Renana comincia a realizzare opere di viabilitá, di difesa del suolo collinare e montano, acquedotti e reti di distribuzione irrigua. All’interno dell’organizzazione consortile viene costituito un reparto "Bacini montani" per le vallate a sud della via Emilia.
La seconda guerra mondiale causa gravi danni alle opere di bonifica, obiettivi di grande intesse militare. Con la successiva ricostruzione, accanto alle opere di ripristino dei manufatti distrutti o danneggiati dai bombardamenti aerei e terrestri, il Consorzio elabora un nuovo Piano generale, che prevede l’esecuzione di importanti nuove opere.
Con il Decreto 616/77 lo Stato delega alle Regioni le competenze in materia di bonifica e irrigazione. La Regione Emilia-Romagna con la legge regionale n.42/84, delibera il riordino istituzionale dei Consorzi, classificando di bonifica tutto il territorio regionale. 
Nel 1987 fu data attuazione alla Legge regionale n. 42/84, con l'istituzione del nuovo Consorzio della Bonifica Renana e decreto della Giunta Regionale di delimitazione del comprensorio consortile (Delibera n. 620 del 19 ottobre 1987) per il riordino dei Consorzi di Bonifica. 
Tale assetto è stato nuovamente modificato grazie alla L.R. 5/2010 di riordino dell'intero sistema consortile dell'Emilia-Romagna, che ha ridotto il numero dei Consorzi da 15 a 8 e ha condotto all'attuale assetto del Consorzio della Bonifica Renana. 

## Attività
In pianura la Bonifica Renana presidia i suoli situati tra i torrenti Samoggia e Sillaro che recapitano le proprie acque nel fiume Reno.
In particolare in Consorzio:
- favorisce il corretto allontanamento dell’acqua di pioggia, attraverso un sistema di scolo artificiale, fatto di circa 2.000 km di canali artificiali, 24 impianti idrovori e 26 casse di espansione (mentre fiumi, torrenti e rii naturali della pianura sono gestiti dalla Regione Emilia-Romagna);
- mediante tale reticolo artificiale distribuisce acqua di superficie per usi irrigui e produttivi.

In collina e montagna, la Renana collabora con gli enti locali per la realizzazione di opere a difesa di versanti e rii secondari, in un’ottica di prevenzione del rischio connesso all’instabilità idrogeologica.
- il consorzio non ha competenza diretta sui corsi d'acqua demaniali come torrenti e rii (anche in questo caso gestiti dalla Regione Emilia-Romagna)

- su richiesta di Comuni, Unioni di Comuni e Regione cofinanzia, progetta e realizza interventi contro il dissesto idrogeologico, a supporto della viabilità e della fruizione ambientale.

Per approfondimenti sulle principali attività istituzionali del Consorzio:
1. Scolo e difesa idraulica in pianura
2. Distribuzione acqua per l'irrigazione
3. Presidio idrogeologico in collina e montagna
4. Valorizzazione ambientale

## Musei dell'acqua
Le strutture storiche della Renana sono un vero e proprio museo a cielo aperto. Queste strutture, oltre che essere meravigliosi esempi di archeologia industriale, rappresentano anche dei luoghi di lavoro tuttora perfettamente funzionanti ed essenziali per la sicurezza idraulica del territorio.
La visita al Museo della Bonifica nell'impianto idrovoro di Saiarino, alle casse di espansione di Campotto, Bassarone e Vallesanta, all'impianto storico di Bagnetto e alla cassa di espansione Dosolo rappresentano un'occasione imperdibile per la conoscenza della storia delle acque del territorio.